# Гарбуз мускатний
Гарбуз мускатний, або гарбуз мускусний (лат. Cucurbita moschata) — рослина родини гарбузових Cucurbitaceae.

## Походження
Повсюдно трапляється в центрі свого походження в Центральній Америці, на півдні Мексики, у Колумбії, Перу. Рослину також інтродуковано в багатьох країнах Євразії, де її активно культивують поряд з іншими видами гарбуза, а саме із волоським, звичайним, фіголистковим і срібнонасінним. З іншими видами гарбуза не перезапилюється, і лише із гарбузом волоським дуже рідко утворює плоди із декількома насінинами. У наступних поколіннях відбувається майже повне повернення до батьківських форм, які залучені у схрещування. Методом віддаленої гібридизації гарбуза волоського з мускатним створено міжвидовий сорт Кобальт (Cobalt).

## Ботанічний опис і біологічні особливості
Гарбуз мускатний — однорічна рослина з лежачим стеблом. Листки довгочерешкові, чергові, опушені. Квітки жовті, великі, а квітоніжки, як і усі інші органи, мають м'яке опушення. Плід — багатонасіннєва несправжня ягода. Плодоніжка тверда, гладка, п'ятигранна, розширена до основи, що дає можливість легко відрізнити цей вид від інших видів гарбуза. Листки п'ятилопатеві, і у більшості випадків мають характерні сріблясті плями.
Гарбуз мускатний легко відрізняється від інших видів завдяки характерній ознаці невеликих насінин з вузькою хвилястою облямівкою.
Шкірка м'яка. Свіжий соковитий м'якуш має легкий мускатний, або мускусний аромат, через який його називають гарбузом мускатним, або мускусним. Плоди не мають здатності до гігантського росту, який характерний для гарбуза волоського.
Рослини дуже вимогливі до тепла. Насіння має таку тривалість періоду від сівби до сходів: за температури +15°С — 16 діб; за +20°С — 6 діб; за +25°С — 4 доби, а за +30°С і намочуванні — навіть за 3 доби.
Порівняно з гарбузом звичайним та волоським має підвищену стійкість проти ураження листків небезпечною грибною хворобою — справжнього борошнистою росою.
Тривалість вегетації 120—130 діб.

## Вирощування

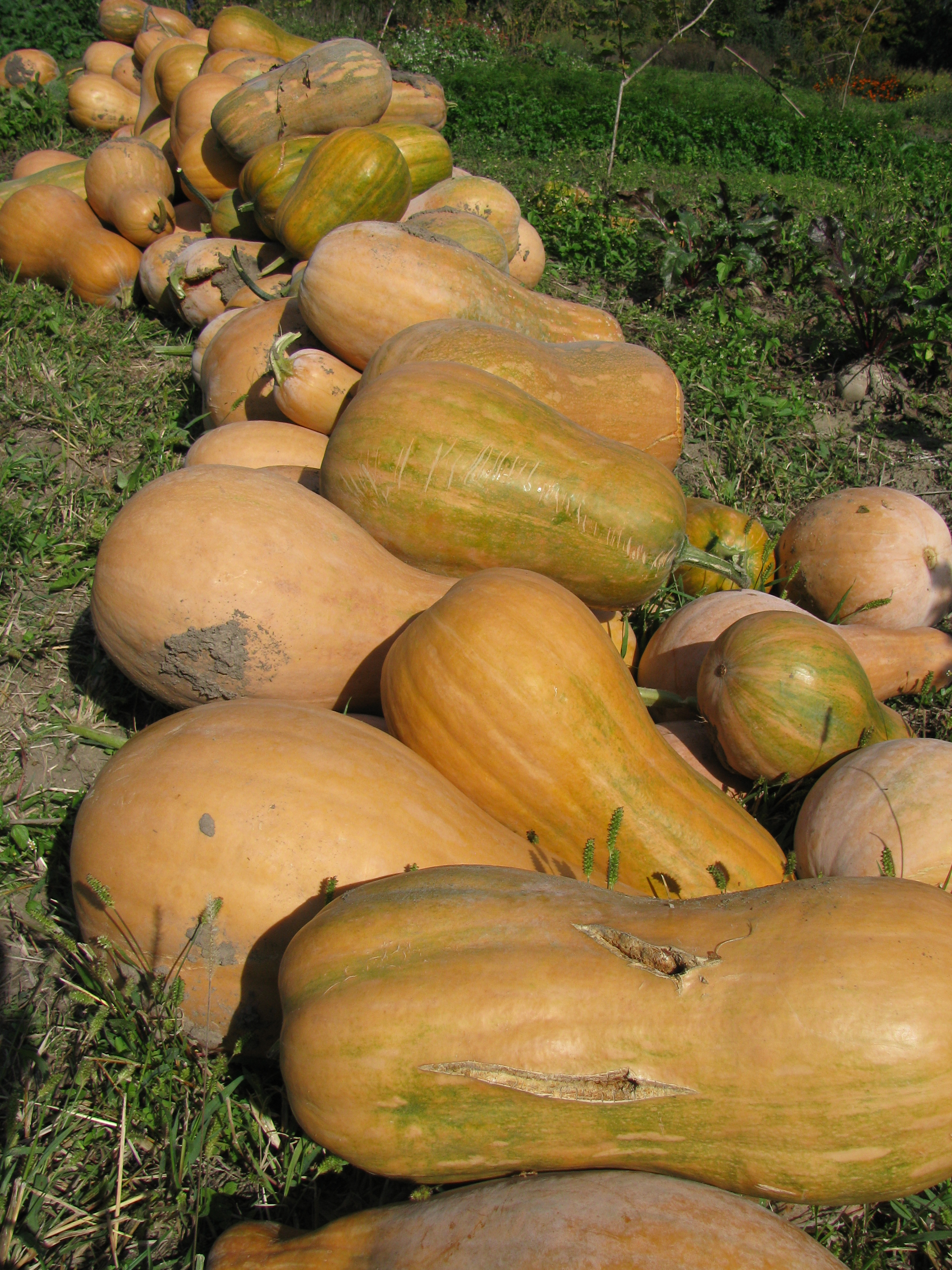

Гарбуз мускатний відноситься до пізньостиглих видів, що змушує ретельно відбирати стиглі плоди для виділення насіння.
Насіння запасають впродовж усього періоду споживання плодів. Для його отримання використовують повністю стиглі плоди, промивають і висушують. Насіння невелике, досягає 1,2-1,5 см завдовжки. Слід зберігати після просушування в паперових пакетах і сухому місці за температури +15-20 градусів Цельсія. На півдні України сівбу розпочинають на початку травня, а у Поліссі та Лісостепу — у другій декаді травня. На великих площах використовують промислові технології вирощування. Попередник — озимина, кукурудза, соя. Ширина міжрядь 140—210 см. У рядку рослини залишають на відстані 70 — 100 см. Для вирощування використовують вітчизняні українські сорти гарбуза мускатного. Дніпропетровська дослідна станція Інституту овочівництва і баштанництва НААН селекціонером Колесником І. І. створено сорти Бальзам, Гілея, Доля, Полянин, Яніна. Селекціонерами Південної державної сільськогосподарської дослідної станції Інституту водних проблем і меліорації НААН створено сорти Олешківський і Родзинка. Серед інших популярним є сорт Батернат, який має невеликі грушоподібні плоди.
На присадибних ділянках готують ямки, куди спершу кладуть гною та добрива, перемішують із землею. Насіння перед сівбою можна замочити на 4-5 годин і висівають на глибину до 4-5 сантиметрів. Висівають насіння тільки в теплу землю. В разі травневих заморозків насіння висівають у плівкових тепличках як горшечкову розсаду і пересадять у ґрунт лише наприкінці травня. Під гарбузи відводять добре угноєні грядки. Можна вирощувати разом з кукурудзою.

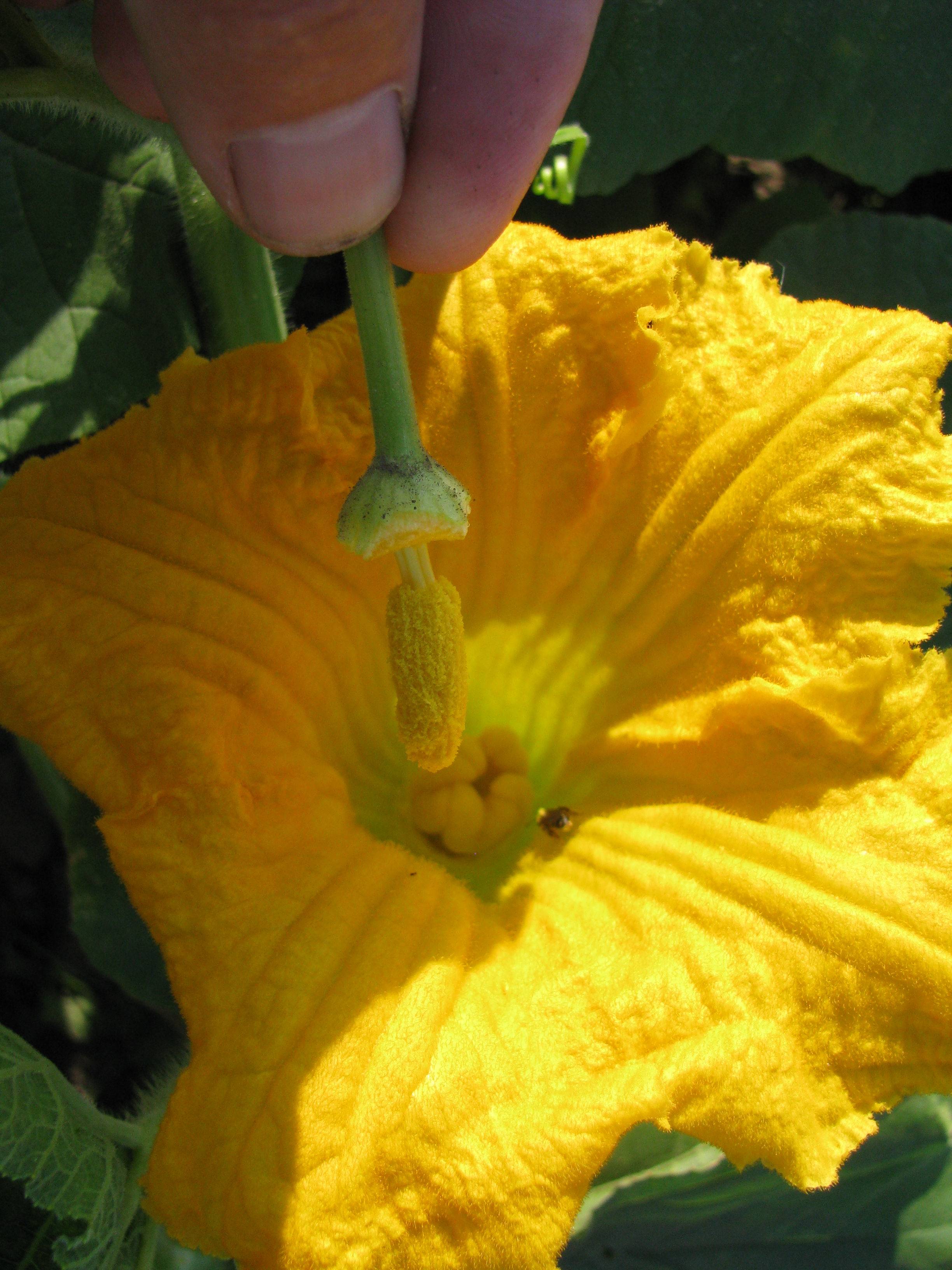
Штучне запилення жіночої квітки

З міркувань економії площі під городину насіння гарбуза мускатного також висівають біля парканів та виноградних арок. Використовують здатність стебла чіплятися вусиками як ліана за додаткові опори. Квітки можна додатково запилювати штучно, а плоди підвішують у сітки, фіксують до паркану чи арки і утримують в підвішеному стані до повного визрівання. Штучне додаткове запилення зменшує опадання незапліднених комахами жіночих квіток і збільшує врожайність. Також штучне самозапилення у межах однієї рослини із закриванням квіток паперовими, або ватними ізоляторами сприяє збереженню чистоти сорту. Рослини добре відгукуються на поливи у посушливе літо. Перезапилені з іншими сортами у межах одного виду дадуть різноманітні форми плодів, що подивують господарів восени. Розміщувати рослини бажано на сонячній стороні городу з добрим освітленням листків та плодів, бо в тіні спостерігається погане достигання і накопичення нітратів.
Взагалі, клопоту з мускатними гарбузами мало. Наприкінці літа можливе незначне ураження листків борошнистою росою, але мускатні гарбузи при цьому проявляють високий ступінь стійкості. Щодо стійкості проти приморозків, то в усіх видів гарбуза вона відсутня. Врожай збирають перед приморозками і дозарюють під навісами. Повністю стиглі, чисті і непошкоджені плоди зберігають в сухому і теплому місці до травня наступного року.

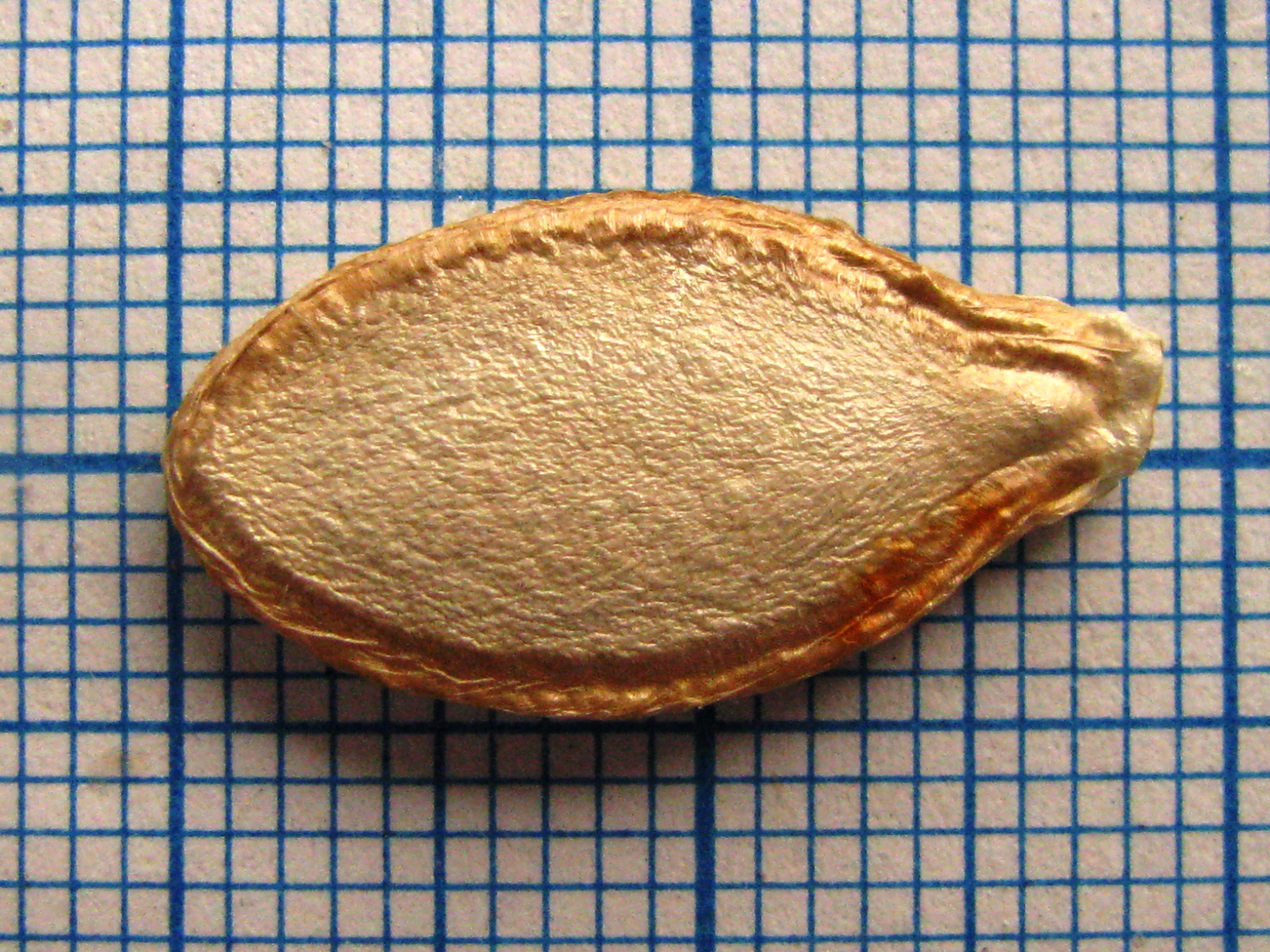
Насінина
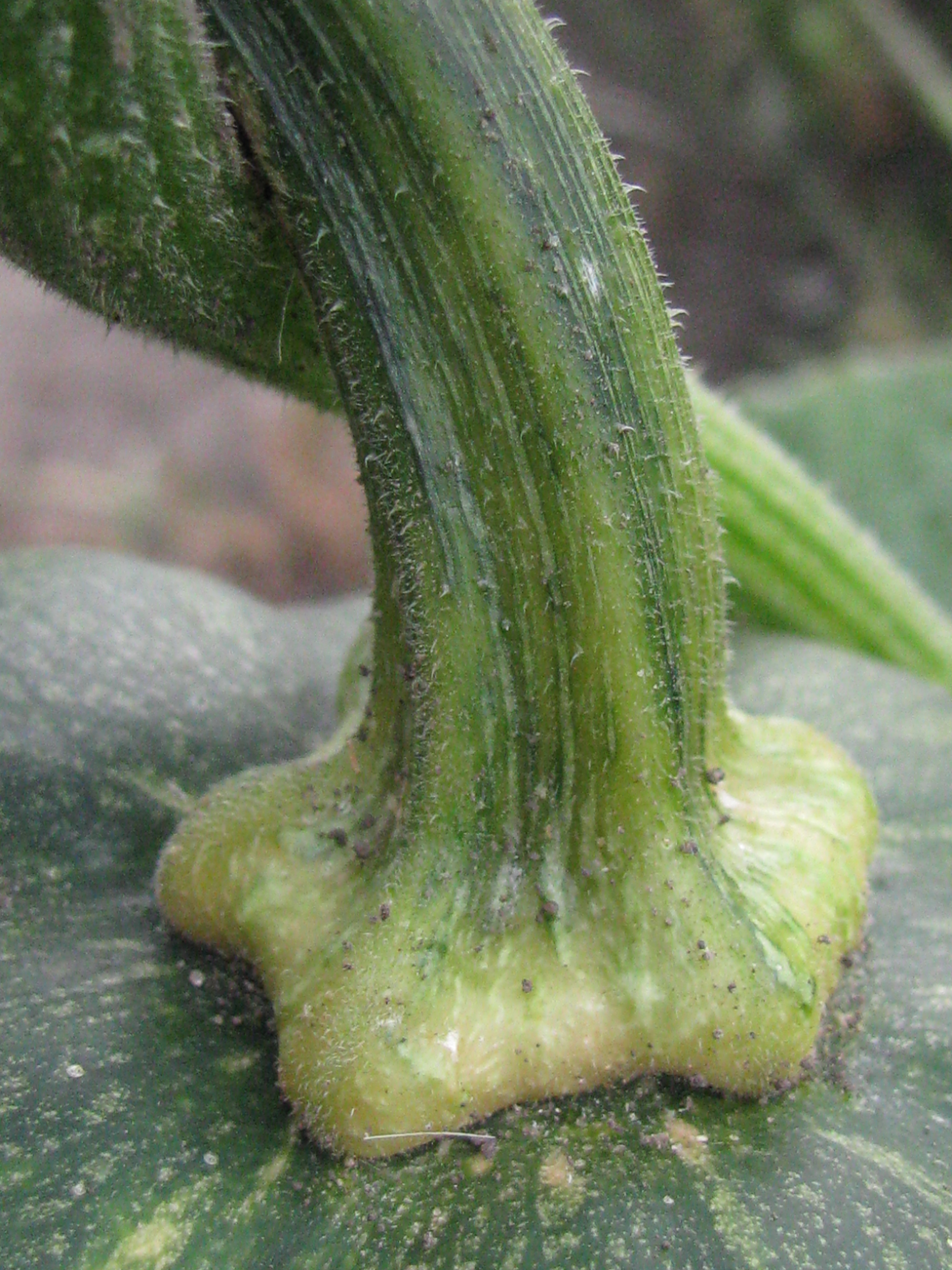
Ознаки плодноніжки
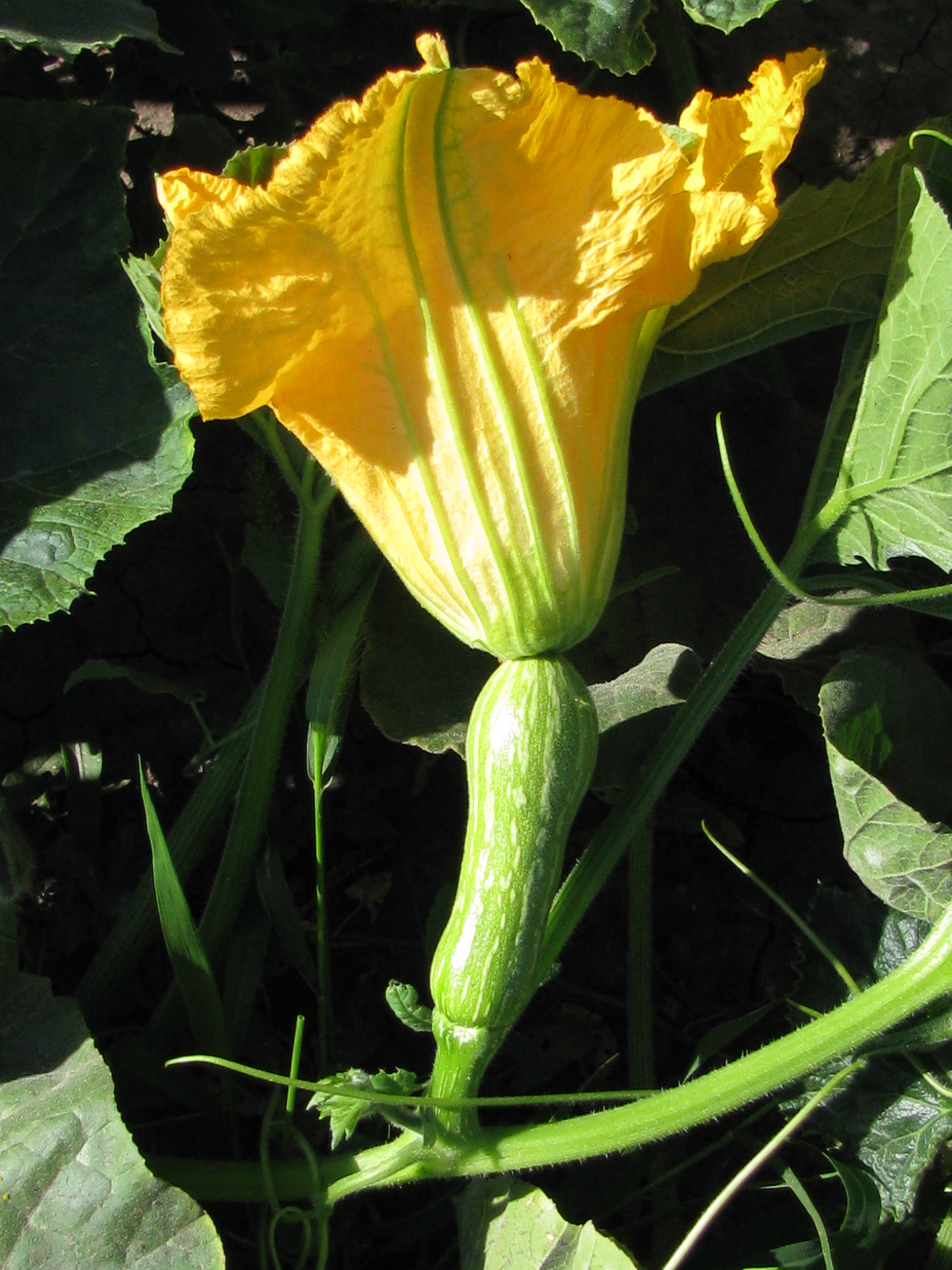
Жіноча квітка
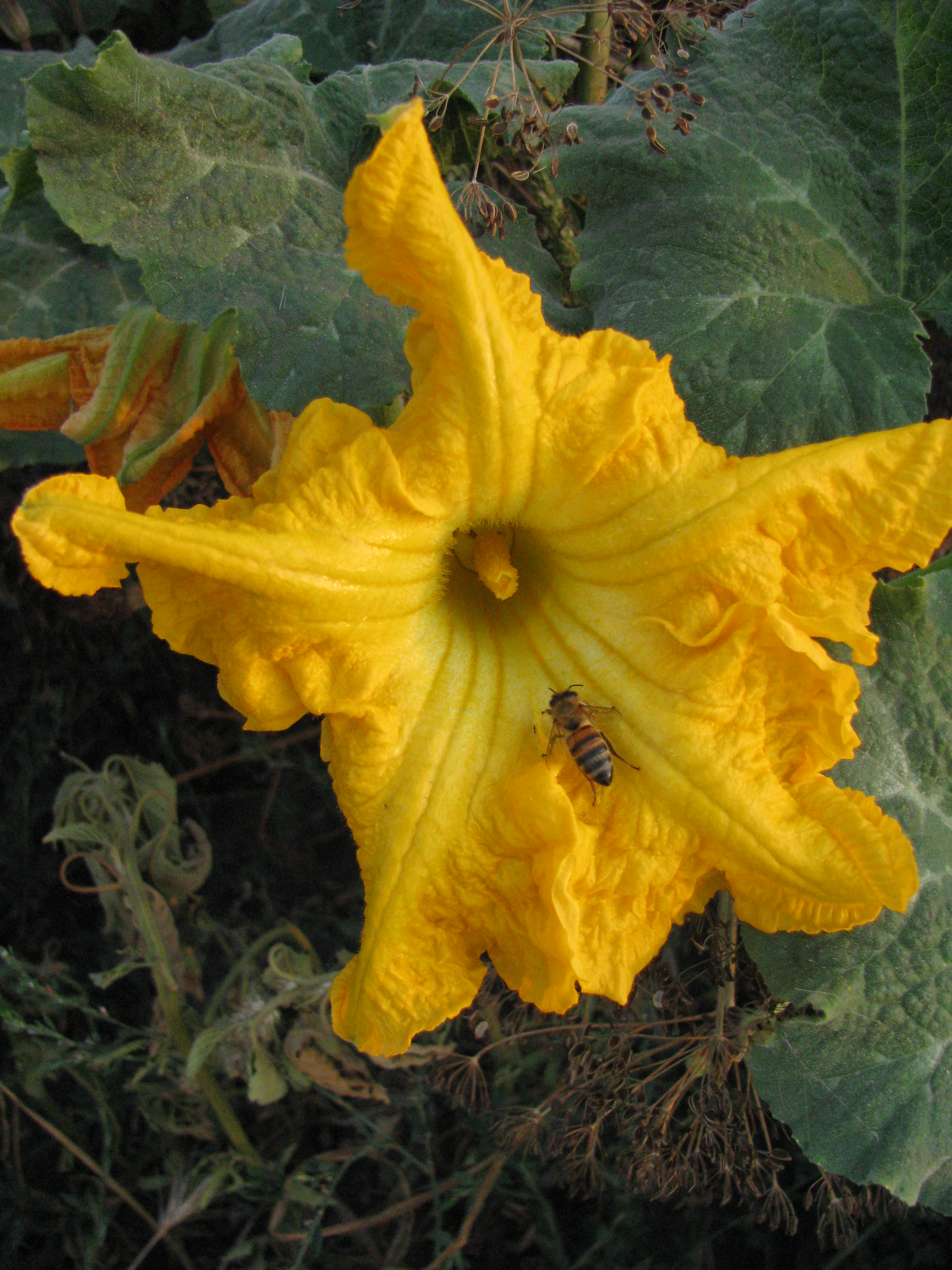
Чоловіча квітка
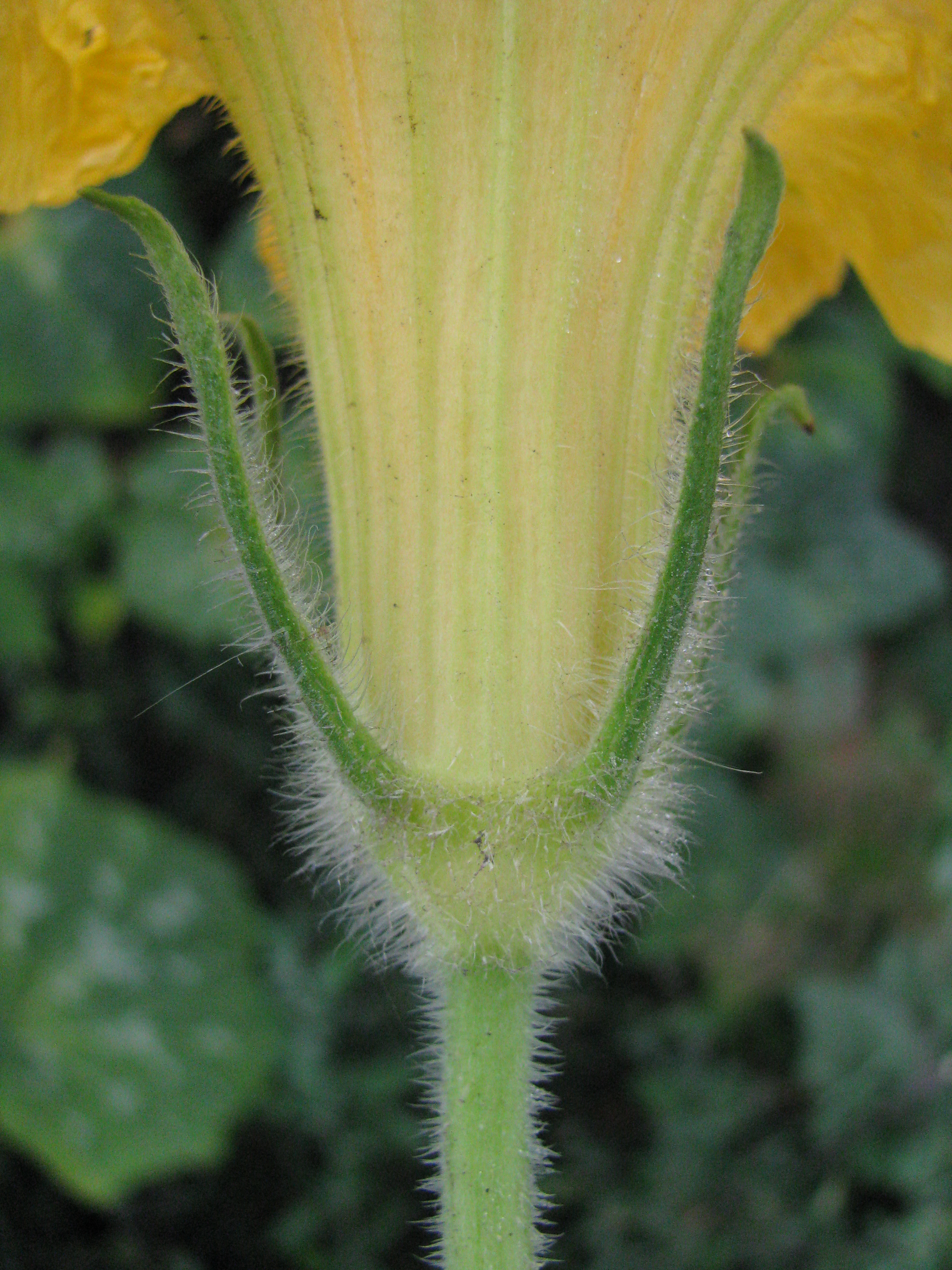
Опушення

## Галерея

Українські сорти гарбуза мускатного
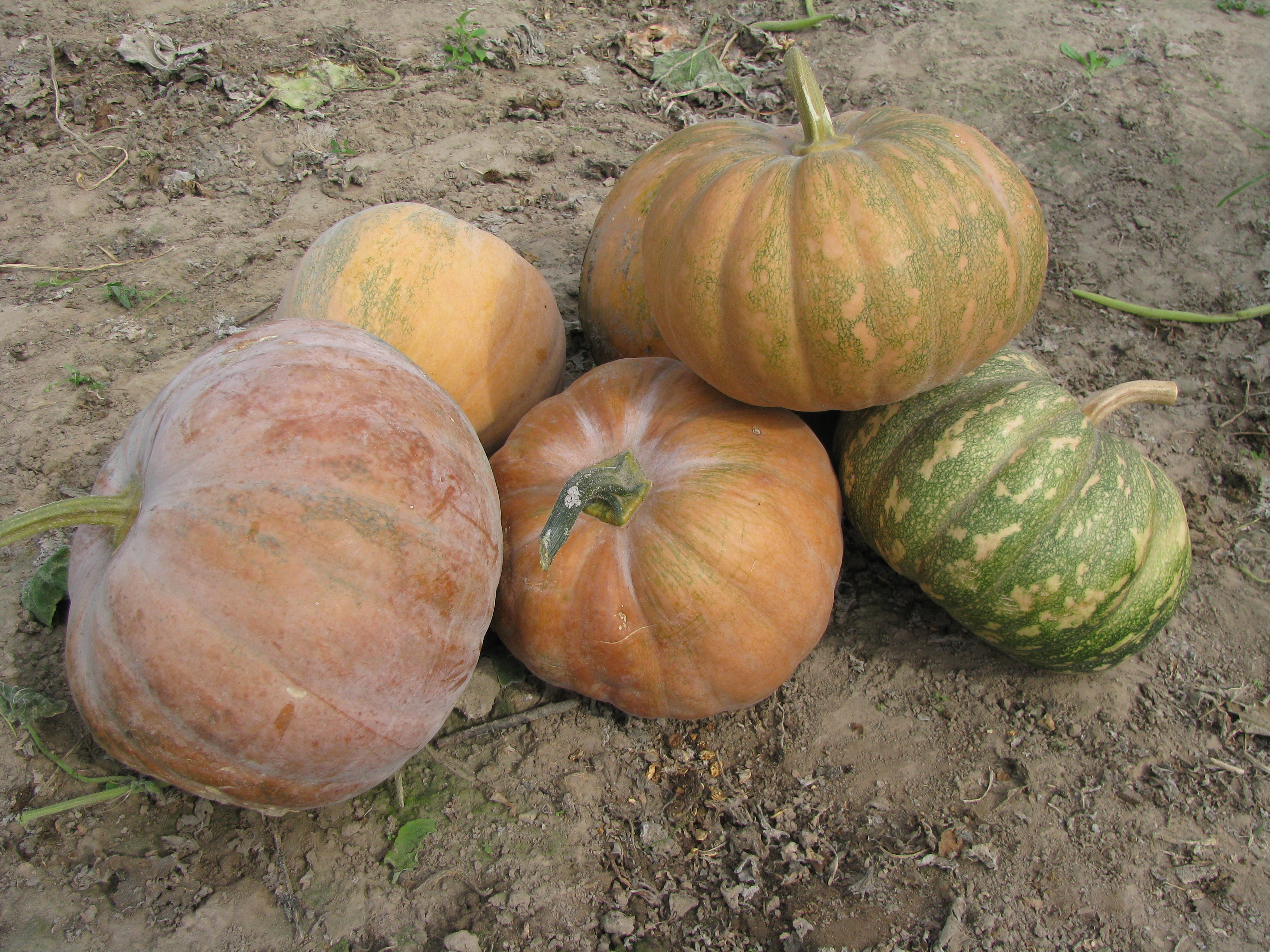
Бальзам
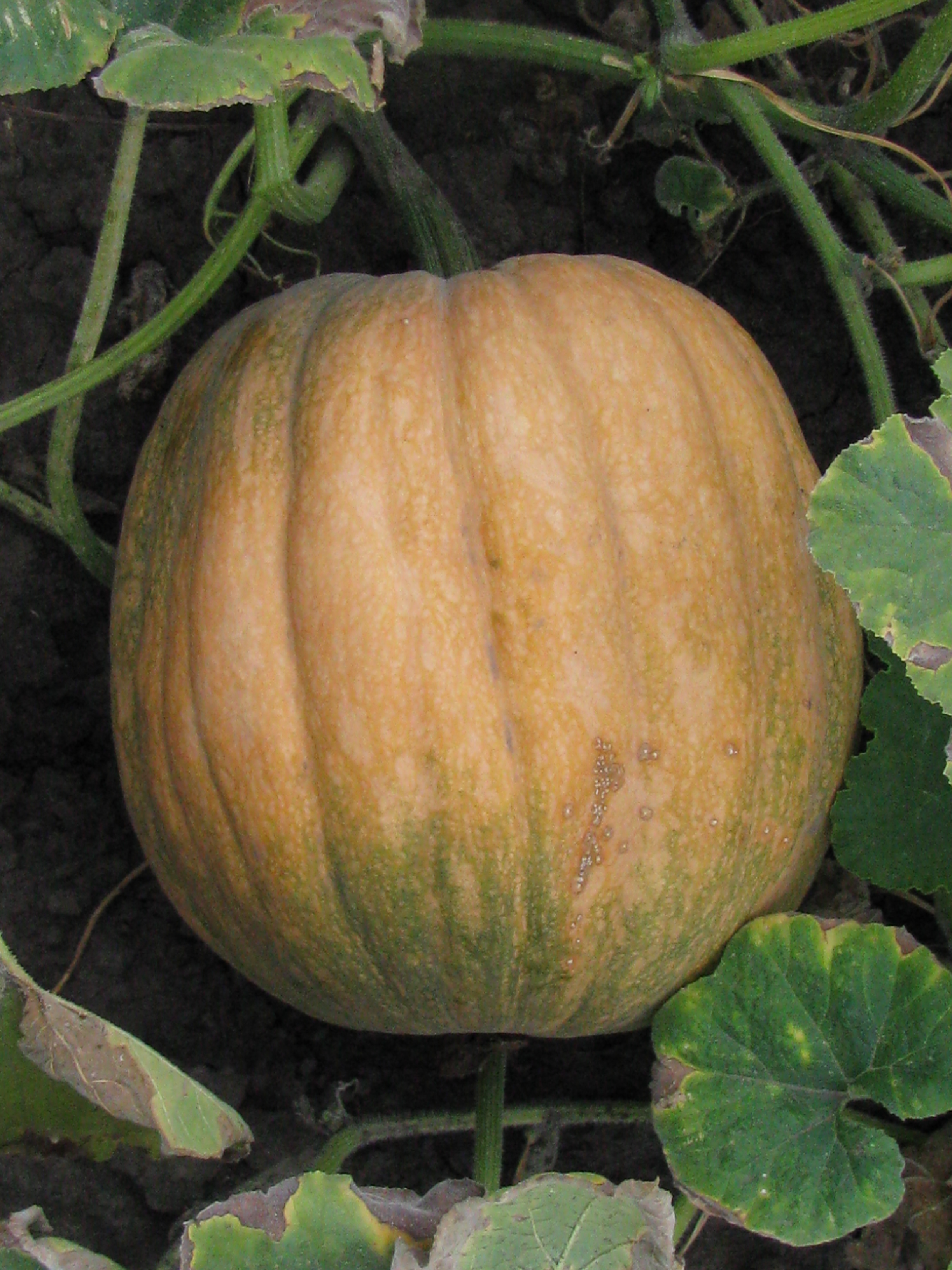
Гілея
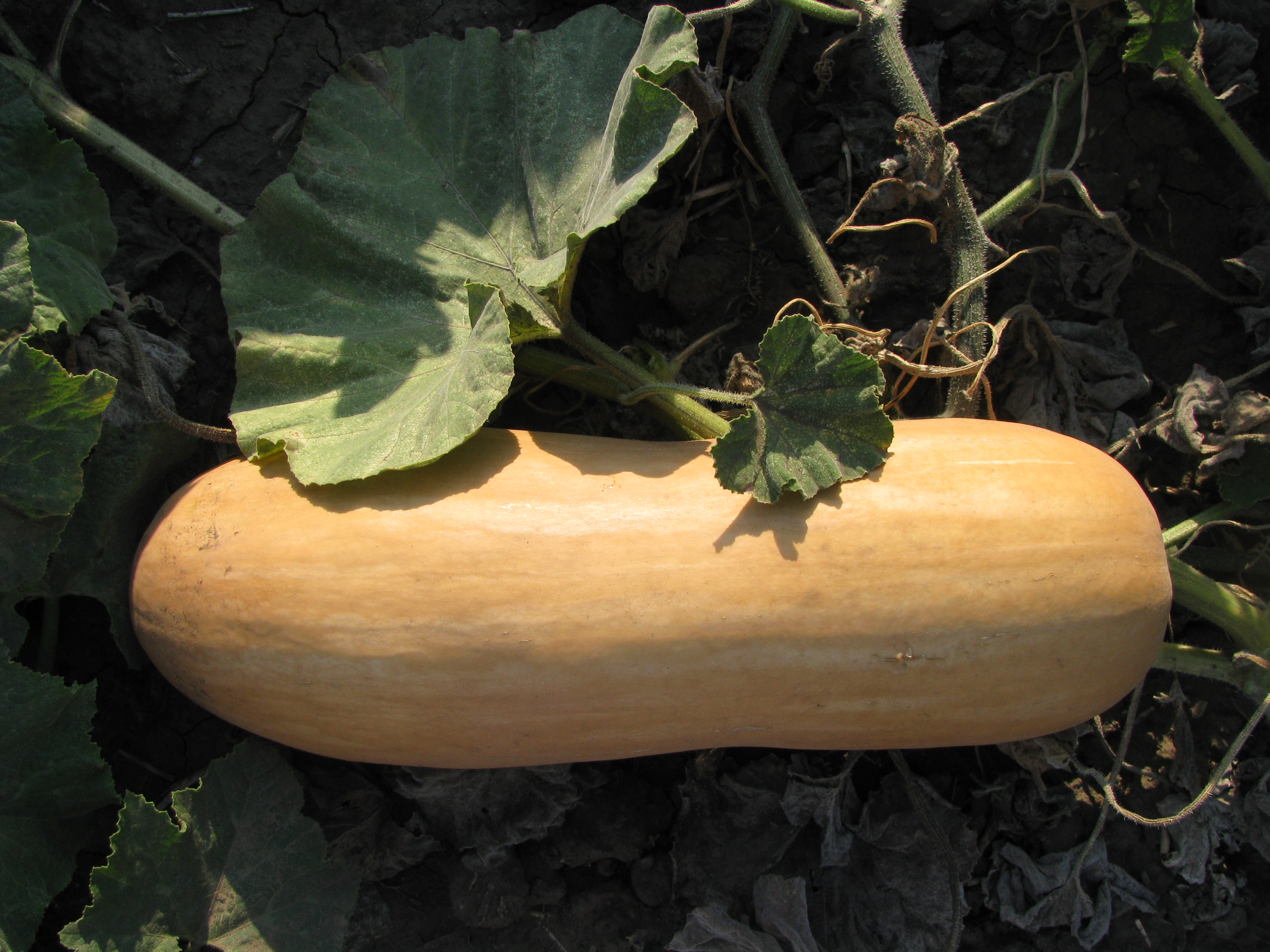
Доля
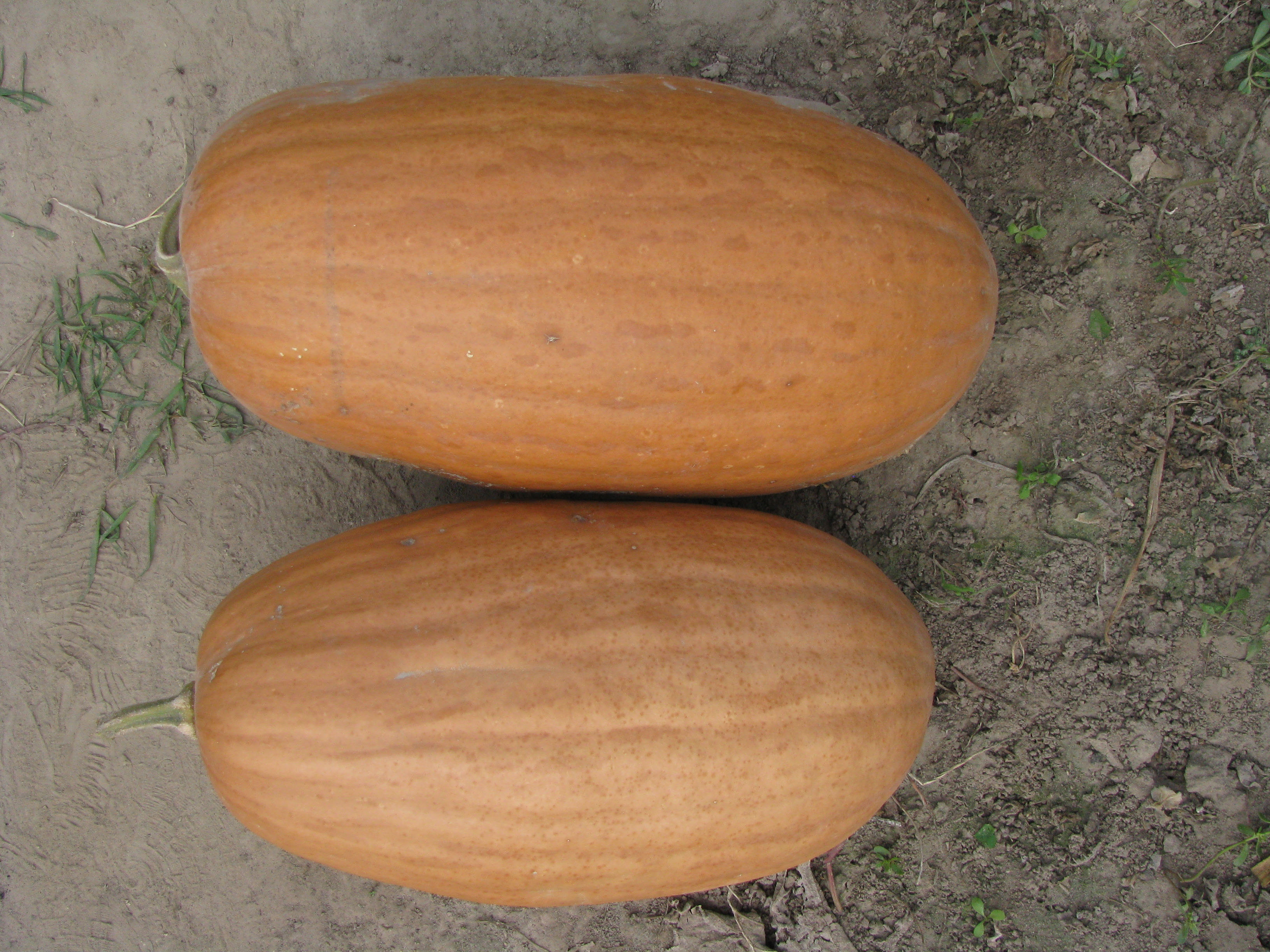
Полянин
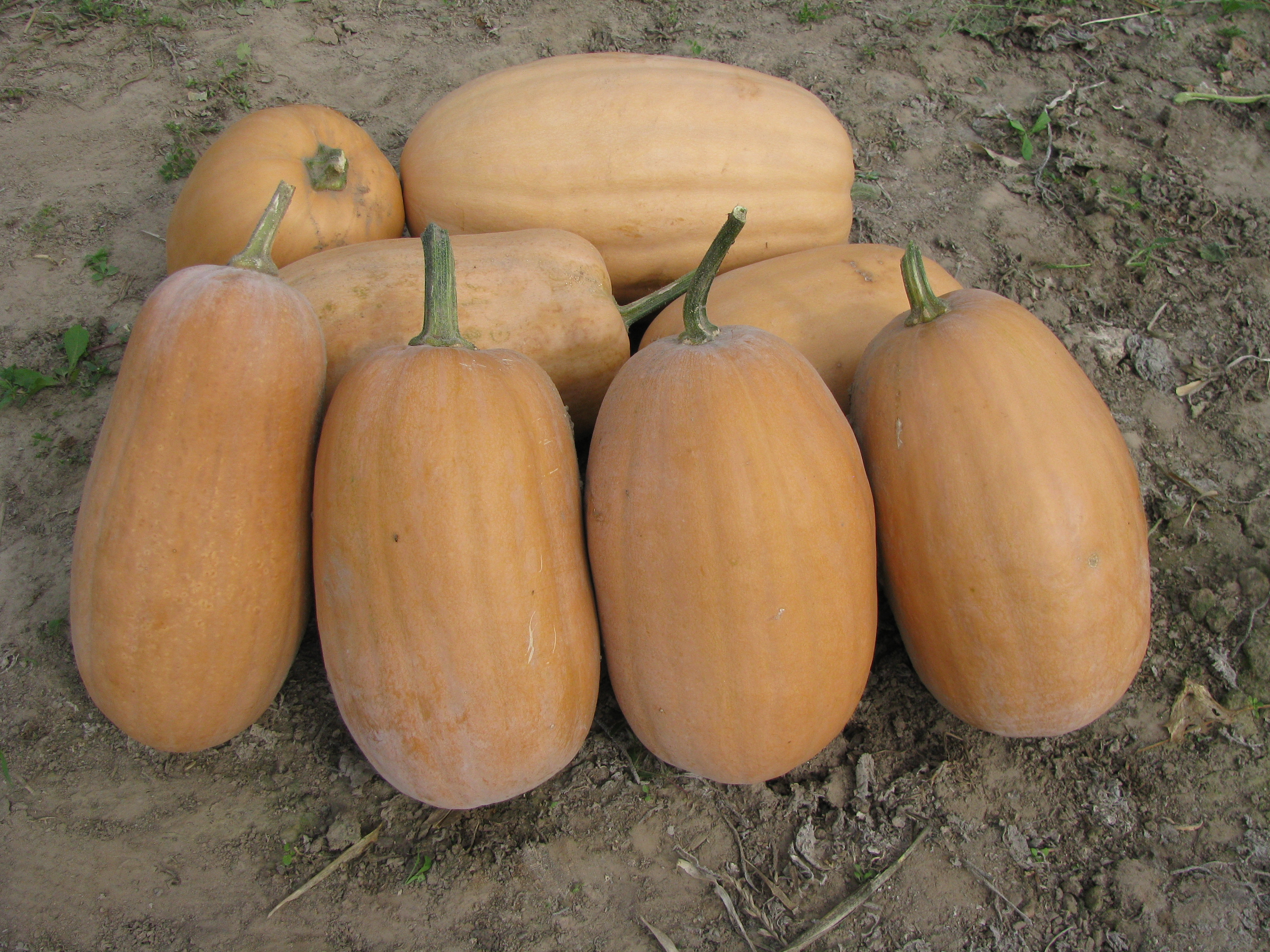
Яніна

## Склад
М'якуш плодів містить багато каротину і до 11,3 % цукру.

## Використання
Плоди гарбуза мускатного вживають в їжу як овочі. М'якуш використовують для промислового виробництва соку. З насіння рослини отримують олію мускатного гарбуза.
|                                           |  |  |  |  |
| Гарбуз мускатний. Квітки, листки та плоди |  |  |  |  |